# Hadorf
Hadorf ist ein Stadtteil von Starnberg im oberbayerischen Landkreis Starnberg.
Das Kirchdorf liegt circa drei Kilometer nordwestlich von Starnberg und ist über die Kreisstraße STA 3 zu erreichen.

## Geschichte
Die Siedlung ist im 11. Jahrhundert als Heudorf erstgenannt, im 12. Jahrhundert wurde Houdorf geschrieben. Der Ortsname ist wohl zu mittelhochdeutsch hou (‚Haue‘ i. S. v. Rodung) zu stellen.
Am 1. Januar 1974 wurde die bis dahin selbständige Gemeinde Hadorf in die Gemeinde Söcking eingemeindet, die am 1. Mai 1978 dann in die Kreisstadt Starnberg eingemeindet wurde.

## Sehenswürdigkeiten
- Katholische Filialkirche St. Johannes der Täufer